# Божа-Воля (Мінський повіт)
Божа-Воля (пол. Boża Wola) — село в Польщі, у гміні Сенниця Мінського повіту Мазовецького воєводства.
Населення — 58 осіб (2011).
У 1975-1998 роках село належало до Седлецького воєводства.

## Демографія
Демографічна структура станом на 31 березня 2011 року:
|          | Загалом | Допрацездатний вік | Працездатний вік | Постпрацездатний вік |
| -------- | ------- | ------------------ | ---------------- | -------------------- |
| Чоловіки | 28      | 6                  | 18               | 4                    |
| Жінки    | 30      | 5                  | 18               | 7                    |
| Разом    | 58      | 11                 | 36               | 11                   |